# لنت (كورنوال)
لنت (بالإنجليزية: Lelant)‏ هي قرية تقع في المملكة المتحدة في كورنوال.

## معرض صور

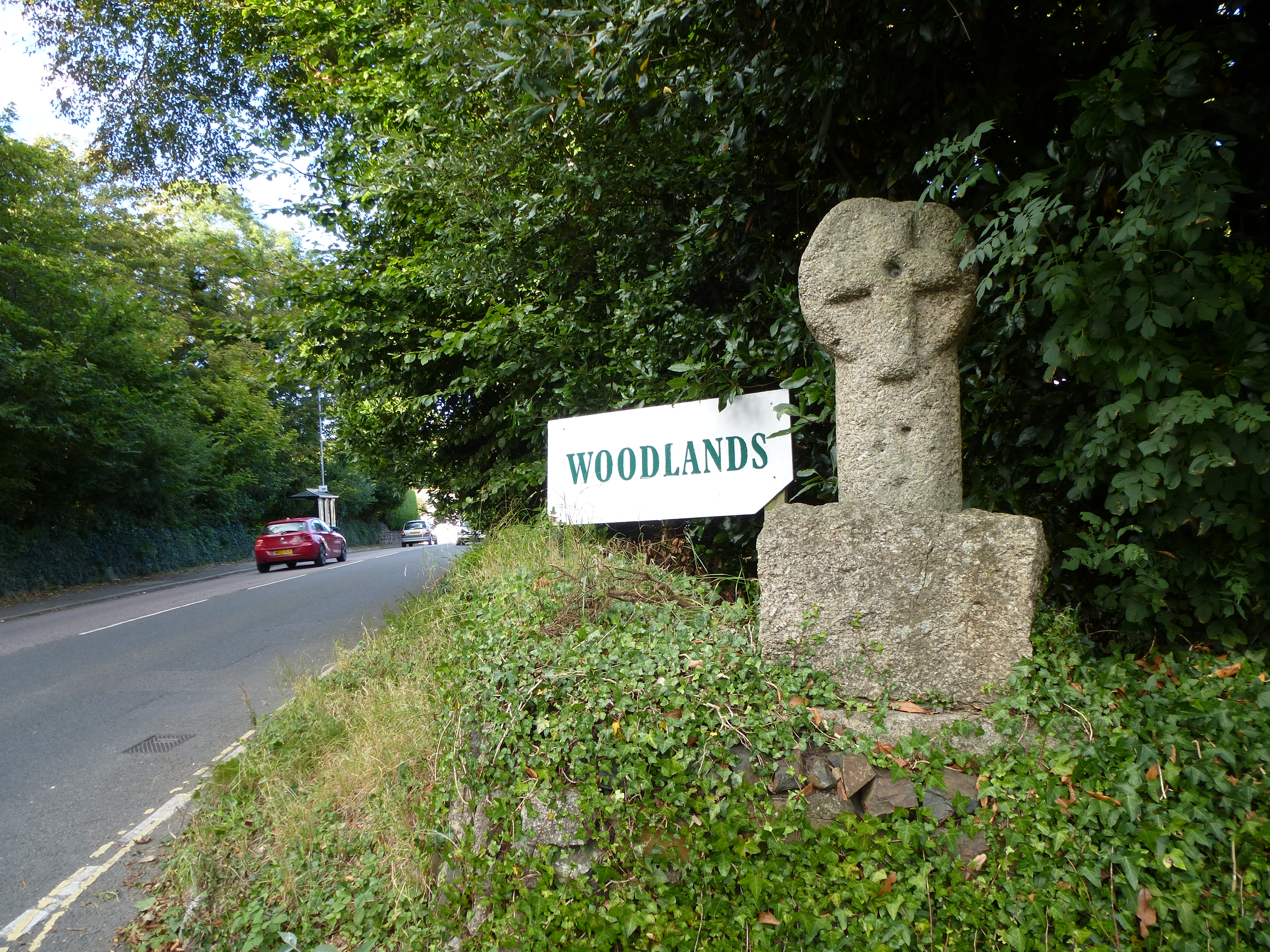
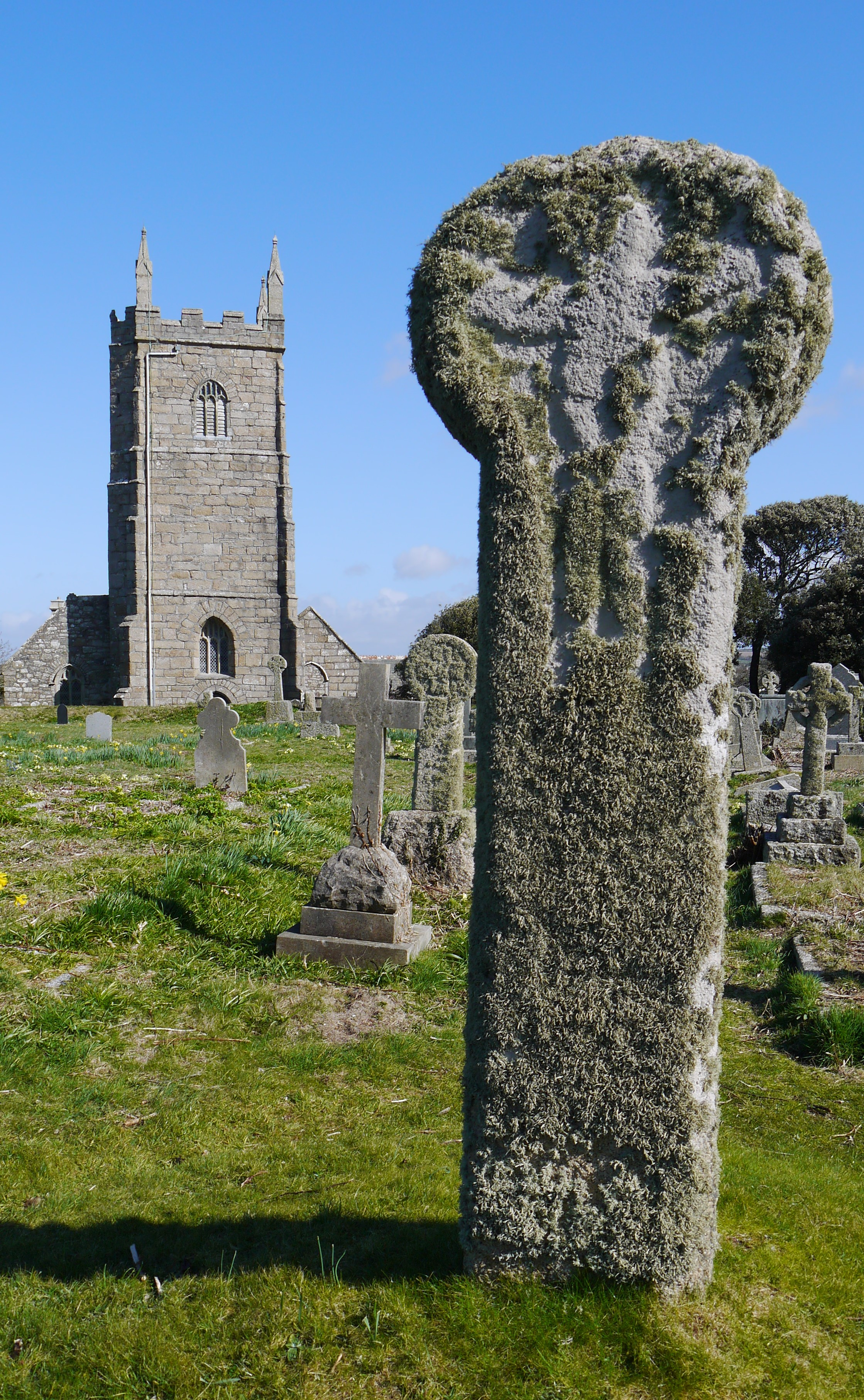
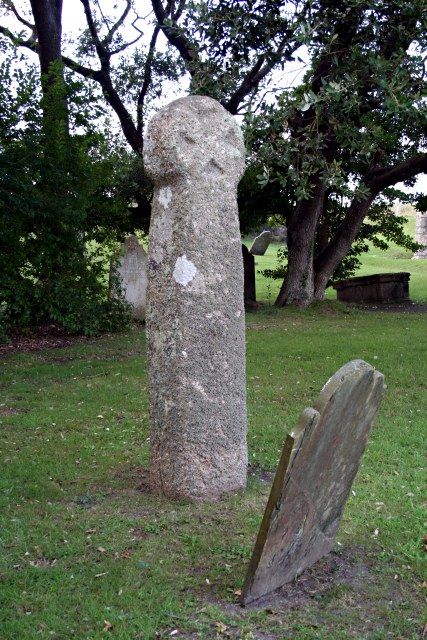